# Matheus Simonete Bressanelli
Matheus Simonete Bressanelli (Caxias do Sul, Río Grande del Sur, 15 de enero de 1993), más conocido como Bressan, es un futbolista brasileño. Juega como zaguero y su equipo es el Chapecoense del Campeonato Brasileño de Serie B.
Bressan tiene doble ciudadanía, de Brasil e Italia.

## Carrera

### Juventude
Comenzó en las categorías base del Esporte Clube Juventude. En 2010 fue promovido al equipo principal para la disputa del Campeonato Gaúcho del 2010, estrenándose el 21 de marzo de 2010 contra el Novo Hamburgo.

### Gremio
En diciembre de 2012 se transfirió al Grêmio Foot-Ball Porto Alegrense. El 5 de enero de 2015 renovó su contrato por dos temporadas más.

### Flamengo
Fue cedido a préstamo al Flamengo por una temporada, el 5 de enero de 2015. Permaneció solamente hasta el 4 de agosto del mismo año, aceptando el pedido del Grêmio para su regreso.

### Peñarol
El 15 de julio de 2016 llega en calidad de cedido a Peñarol de Uruguay, con un 50% del sueldo pago por parte de cada club.
Bressan marca su primer gol en el club en su segundo partido, jugando ante el Sportivo Luqueño de Paraguay el 16 de agosto en el empate 1 a 1 de la Copa Sudamericana 2016.

### FC Dallas
El 21 de diciembre de 2018 fichó por el FC Dallas de la MLS.

## Selección nacional
En 2011 fue convocado por el entrenador Ney Franco para la disputa de la Copa Internacional del Mediterráneo, realizada en Barcelona, España. Bressan marcó un gol en la competición, contra el EF Gironés-Sàbat. La selección ganó de manera invicta la 11.ª Copa Internacional del Mediterráneo.
Fue convocado para la selección olímpica por Alexandre Gallo en lugar de Luan Garcia Teixeira, lastimado por lesión. Se estrenó con un empate 0 a 0 con México.

## Clubes
| Club                    | País           | Año       | Partidos | Goles |
| ----------------------- | -------------- | --------- | -------- | ----- |
| E. C. Juventude         | Brasil         | 2010-2012 | 15       | 0     |
| Grêmio                  | Brasil         | 2013-2014 | 81       | 2     |
| C. R. Flamengo (cedido) | Brasil         | 2015      | 15       | 1     |
| Grêmio                  | Brasil         | 2015-2016 | 25       | 3     |
| C. A. Peñarol (cedido)  | Uruguay        | 2016      | 12       | 1     |
| Grêmio                  | Brasil         | 2017-2018 | 52       | 1     |
| FC Dallas               | Estados Unidos | 2019-2021 | 63       | 2     |
| Avaí F. C.              | Brasil         | 2022      | 23       | 0     |
| Nantong Zhiyun          | China          | 2023      | 30       | 0     |
| O. F. I. Creta          | Grecia         | 2024-2025 | 20       | 1     |
| Chapecoense             | Brasil         | 2025-     |          |       |

- Actualizado el 18 de julio de 2025.[13]

## Palmarés

### Títulos estatales
| Título            | Club   | Estado             | Año  |
| ----------------- | ------ | ------------------ | ---- |
| Campeonato Gaúcho | Grêmio | Río Grande del Sur | 2018 |

### Títulos internacionales
| Título              | Club   | Sede         | Año  |
| ------------------- | ------ | ------------ | ---- |
| Copa Libertadores   | Grêmio | Lanús        | 2017 |
| Recopa Sudamericana | Grêmio | Porto Alegre | 2018 |